# فردریک گادفری هیوز
فردریک گادفری هیوز (انگلیسی: Frederic Hughes; ۲۶ ژانویهٔ ۱۸۵۸ – ۲۳ اوت ۱۹۴۴) فرد نظامی اهل استرالیا بود. وی همچنین برندهٔ جوایزی همچون نشان حمام شده‌است.